# Поллард, Хандре
Хандре Поллард (англ. Handré Pollard, родился 11 марта 1994 года) — южноафриканский регбист, выступающий на позиции флай-хава (блуждающего полузащитника) за английский клуб «Лестер Тайгерс» и за сборную ЮАР. В прошлом играл за клуб «Буллз» в Супер Регби и за фарм-клуб «Блю Буллз» в южноафриканском Кубке Карри, за японский «Осака Ред Харрикейнз» и французский «Монпелье». Двукратный чемпион мира в составе сборной ЮАР (2019 и 2023 годы).

## Биография

### Клубная карьера

#### Ранние годы
Игровая карьера Полларда началась ещё в школе, когда он выступил в 2007 году на турнире «Неделя Кравена» в составе команды «Уэстерн Провинс» (Западная провинция) в возрастной категории до 13 лет. Также он играл за эту команду на турнире «Неделя Гранта Кхомо» (англ. Grant Khomo Week) в 2010 году в команде до 16 лет, а в 2011 и 2012 годах выступил на турнире «Неделя Кравена» в возрастной категории до 18 лет.

#### Буллз
В июле 2012 года было объявлено, что Поллард переберётся в провинцию Гаутенг и станет игроком клуба «Блю Буллз» из Претории перед началом сезона 2013 года. Свой дебют он осуществил в составе клуба «Такс» из Университета Претории в рамках Кубка Varsity 2013. Он пропустил первый матч сезона, но выходил последовательно в трёх последующих встречах на замену, прежде чем попасть в основной состав трёх заключительных матчей турнира — игры группового этапа, полуфинала и финала. Все три матча он провёл на позиции внутреннего центрового. В команде университета Претории он был основным бьющим, набрав 68 очков и выйдя с командой в финал сезона: по итогам он занял 2-е место в рейтинге бомбардиров по очкам, уступив только Кобусу Де Коку из команды университета Йоханнесбурга. В финальном матче турнира против «Матис», представлявших Стелленбосский университет он провёл пять реализаций и забил один штрафной, а его команда победила со счётом 44:5 и выиграла Кубок, повторив свой успех прошлогодней давности. Поллард был также признан лучшим игроком финала.
В канун розыгрыша кубка Varsity 2013 Поллард был включён в состав «Блю Буллз», который также принял участие в Кубке Vodacom 2013 года. 9 марта 2013 года состоялся его дебют за команду «Блю Буллз» в игре против «Грикуас» в Кимберли. Поллард вышел на замену на 62-й минуте матча и провёл две реализации в конце матча, принеся «быкам» победу 40:32. В стартовом составе «Блю Буллз» он впервые вышел уже после завершения Кубка Varsity, а именно в матче четвертьфинала против «Истерн Провинс Кингз»: Поллард набрал 11 очков благодаря четырём реализациям и одному штрафному, но его команда проиграла 31:34.

### Карьера в сборных

#### ЮАР (школьники)
В 2011 и 2012 годах Хандре Поллард был капитаном школьной сборной ЮАР, составленной из игроков не старше 18 лет. 

Поллард принял участие в чемпионате мира 2023 года во Франции. 21 октября в полуфинале против Англии на 77-й минуте он забил со штрафного, набрав 3 очка и принеся ЮАР победу со счётом 16:15. 28 октября в финале против Новой Зеландии он набрал все 12 очков своей команды благодаря четырём забитым штрафным, а его сборная выиграла четвёртый в истории титул чемпионов мира, победив Новую Зеландию 12:11.
Хандре Поллард занимает 3-е место в рейтинге бомбардиров сборной ЮАР по числу набранных очков за все матчи.

## Статистика в сборной
| Противник                    | Игры | Выигрыши | Ничьи | Проигрыши | Попытки | Реализации | Штрафные | Дроп-голы | Очки | Процент побед |
| ---------------------------- | ---- | -------- | ----- | --------- | ------- | ---------- | -------- | --------- | ---- | ------------- |
| Австралия                    | 7    | 2        | 0     | 5         | 0       | 5          | 14       | 0         | 52   | 28.57         |
| Англия                       | 7    | 4        | 0     | 3         | 0       | 8          | 21       | 0         | 79   | 57.14         |
| Аргентина                    | 9    | 7        | 0     | 2         | 2       | 14         | 20       | 0         | 98   | 77.78         |
| Британские и ирландские львы | 3    | 2        | 0     | 1         | 0       | 2          | 11       | 0         | 37   | 66.67         |
| Грузия                       | 1    | 1        | 0     | 0         | 0       | 4          | 0        | 0         | 8    | 100           |
| Ирландия                     | 2    | 0        | 0     | 2         | 0       | 1          | 1        | 0         | 5    | 0             |
| Италия                       | 3    | 3        | 0     | 0         | 0       | 10         | 2        | 0         | 26   | 100           |
| Канада                       | 1    | 1        | 0     | 0         | 0       | 0          | 0        | 0         | 0    | 100           |
| Новая Зеландия               | 15   | 5        | 1     | 9         | 2       | 20         | 34       | 3         | 161  | 33.33         |
| Самоа                        | 1    | 1        | 0     | 0         | 0       | 1          | 4        | 0         | 14   | 100           |
| США                          | 1    | 1        | 0     | 0         | 0       | 4          | 0        | 0         | 8    | 100           |
| Тонга                        | 1    | 1        | 0     | 0         | 0       | 4          | 0        | 0         | 8    | 100           |
| Уэльс                        | 8    | 5        | 0     | 3         | 2       | 6          | 22       | 1         | 91   | 62.5          |
| Франция                      | 3    | 3        | 0     | 0         | 0       | 4          | 8        | 0         | 32   | 100           |
| Шотландия                    | 4    | 4        | 0     | 0         | 1       | 9          | 10       | 1         | 56   | 100           |
| Япония                       | 3    | 2        | 0     | 1         | 0       | 4          | 5        | 0         | 23   | 66.67         |
| Итого                        | 69   | 42       | 1     | 26        | 7       | 96         | 152      | 5         | 698  | 60.87         |

### Попытки
| Номер | Противник      | Место        | Стадион                  | Турнир               | Дата            | Итог            |
| ----- | -------------- | ------------ | ------------------------ | -------------------- | --------------- | --------------- |
| 1, 2  | Новая Зеландия | Йоханнесбург | Эллис Парк               | Чемпионат регби 2014 | 4 октября 2014  | Победа 27:25    |
| 3     | Уэльс          | Кардифф      | Миллениум                | Товарищеский матч    | 2 декабря 2017  | Поражение 22:24 |
| 4     | Шотландия      | Эдинбург     | Маррифилд                | Товарищеский матч    | 17 ноября 2018  | Победа 26:20    |
| 5, 6  | Аргентина      | Сальта       | Падре Эрнесто Мартеарена | Чемпионат регби 2019 | 10 августа 2019 | Победа 46:13    |
| 7     | Уэльс          | Кейптаун     | Кейптаун                 | Турне сборной Уэльса | 16 июля 2022    | Победа 30:14    |

## Достижения

### Клубные
- Чемпион Франции: 2021/2022[фр.] («Монпелье»)
- Победитель Европейского кубка вызова: 2020/2021[фр.] («Монпелье»)

### В сборной
- Чемпион мира: 2019, 2023
- Победитель Чемпионата регби: 2019

### Личные
- Лучший бомбардир чемпионата мира: 2019 (69 очков)